# Издательство Ливерпульского университета
Издательство Ливерпульского университета (англ. Liverpool University Press, сокр. LUP) — издательское подразделение Ливерпульского университета.
Является третьим старейшим университетским издательством в Англии после издательства Оксфордского университета и издательства Кембриджского университета.

## История и деятельность
Издательство основано в 1899 году. Одним из первых его руководителей был Лассель Аберкромби.
Издательство Ливерпульского университета в настоящее время издает более 150 книг в год, а также 34 академических журнала. Его книги в Северной Америке распространяются издательством Oxford University Press.
В 2013 году издательство приобрело права на публикации University of Exeter Press по археологии, истории и ландшафтным исследованиям.
В 2014 году издательство объявило о запуске Modern Languages Open — рецензируемой онлайн-платформы с открытым доступом, публикующей исследования на современных языках.
В 2015 году издательство Ливерпульского университета образовало Pavilion Poetry — новое издательство, публикующее сборники современной поэзии.
Университетское издательство было номинирован на премию Independent Publishing Awards в 2012, 2013 и 2014 годах, а в 2015 году была удостоена этой награды как академический и профессиональный издатель года. В том же году оно получило награду Bookseller Industry Award как независимое академическое, образовательное и профессиональное издательство года.